# Efrem von Nea Makri
Efrem von Nea Makri (* 14. September 1384 in Attika, Griechenland (griechisch Άγιος Εφραίμ Νέας Μάκρης); † 5. Mai 1426) war ein Märtyrer und Wundertäter; er ist nicht zu verwechseln mit Ephräm dem Syrer.

## Geschichte
Efrem wurde am 14. September 1384 geboren. Früh wurde er als Halbwaise nur von seiner Mutter zusammen mit sechs weiteren Brüdern großgezogen. Mit 14 Jahren ging er ins Kloster der Verkündigung Mariens auf dem Klosterhügel bei Nea Makri und lebte dort ca. 27 Jahre ein asketisches Leben. Er wurde Priestermönch. Am 14. September 1425 begann am Fest der Kreuzerhöhung sein Martyrium mit seiner Gefangennahme durch die Osmanen. Es wurde am 5. Mai 1426 beendet, einem Dienstag, um 9 Uhr vormittags. Zu jener Zeit war er 42 Jahre alt. Er starb, kopfüber an einen Olivenbaum gebunden, der heute noch existiert, und mit Nägeln am Kopf und den Füßen festgenagelt. Schließlich durchbohrte man seinen mit Wunden übersäten Körper am Nabel mit einem brennenden Holzscheit.

## Erscheinungen
Nach ca. 500 Jahren soll er zahlreichen Menschen erschienen sein und bis heute zahlreiche Wunder vollbracht haben. Seine Reliquien wurden am 3. Januar 1950 wiedergefunden, die einen göttlichen Wohlgeruch ausströmen und eine Quelle für Wunderheilungen sein sollen.

## Feiertage
Sein Namenstag wird am 3. Januar in der Ostkirche gefeiert, am Tag, an dem seine heiligen Reliquien aufgefunden wurden, und zum zweiten Mal am 5. Mai, dem Tag seines Todes.